# Carúncula
Carúncula em anatomia trata-se de uma excrescência fibrosa ou carnuda. Pode referir-se
em anatomia humana a:
- Carúncula lacrimal
- Carúncula himeneal
- Carúncula de Morgagni (ou uretral)
- Carúncula de Santorini (ou duodenal)

em anatomia animal a:
- Prega encontrada no tecido da crista e ao redor dos olhos de algumas espécies de aves, como o pato doméstico (Cairina moschata). Nesta ave em particular, é possível, determinar a idade do animal, através da avaliação da área acometida pelas carúnculas.